# Starkwindfeld
Als Starkwindfeld bezeichnet man einen Bereich, welcher von starkem Wind betroffen ist.
Der Nachweis der Existenz von Starkwindfeldern in den höheren Stratosphären hat zur Definition der Strahlströme (Jetstream) geführt, zu denen alle Starkwindfelder in der Höhe gehören, deren Geschwindigkeiten >30 m s−1  betragen.
An Land befindet sich das größte Starkwindfeld auf dem Eisschild Grönlands, ein weiteres befindet sich in Patagonien, s. a. Grönländischer Eisschild